# Оток-Оштарийський
45°14′ пн. ш. 15°15′ сх. д. / 45.23° пн. ш. 15.25° сх. д.
Оток-Оштарийський (хорв. Otok Oštarijski) — населений пункт у Хорватії, у Карловацькій жупанії у складі міста Огулин.

## Населення
Населення за даними перепису 2011 року становило 381 осіб.
Динаміка чисельності населення поселення: